# روژدستونکا (استان آمور)
روژدستونکا (به لاتین: Rozhdestvenka) یک منطقهٔ مسکونی در روسیه است که در استان آمور واقع شده‌است.